# Uzbekistan vid världsmästerskapen i friidrott 2023
Uzbekistan tävlade vid världsmästerskapen i friidrott 2023 i Budapest i Ungern mellan den 19 och 27 augusti 2023.

## Resultat
Uzbekistans trupp bestod av fem idrottare.

### Herrar
Teknikgrenar
| Idrottare     | Gren      | Kval    | Kval      | Final            | Final            |
| Idrottare     | Gren      | Distans | Placering | Distans          | Placering        |
| ------------- | --------- | ------- | --------- | ---------------- | ---------------- |
| Anvar Anvarov | Längdhopp | NM      | NM        | Gick inte vidare | Gick inte vidare |

### Damer
Gång- och löpgrenar
| Idrottare             | Gren    | Final    | Final     |
| Idrottare             | Gren    | Resultat | Placering |
| --------------------- | ------- | -------- | --------- |
| Yekaterina Tunguskova | Maraton | 0DNS0    | 0DNS0     |

Teknikgrenar
| Idrottare          | Gren     | Kval    | Kval      | Final            | Final            |
| Idrottare          | Gren     | Distans | Placering | Distans          | Placering        |
| ------------------ | -------- | ------- | --------- | ---------------- | ---------------- |
| Safina Sadullayeva | Höjdhopp | 1,80    | =29       | Gick inte vidare | Gick inte vidare |
| Sharifa Davronova  | Tresteg  | 13,66   | 24        | Gick inte vidare | Gick inte vidare |

Mångkamp – Sjukamp
| Idrottare           | Gren     | 100 m häck | Höjd | Kula  | 200 m | Längd | Spjut | 800 m   | Totalt | Placering |
| ------------------- | -------- | ---------- | ---- | ----- | ----- | ----- | ----- | ------- | ------ | --------- |
| Yekaterina Voronina | Resultat | 14,77      | 1,77 | 13,15 | 25,48 | 5,71  | 50,02 | 2.14,03 | 5 922  | 16        |
| Yekaterina Voronina | Poäng    | 872        | 941  | 737   | 843   | 762   | 861   | 906     | 5 922  | 16        |